# Tomosvaryella argenteiventris
Tomosvaryella argenteiventris är en tvåvingeart som beskrevs av Kuznetzov 1994. Tomosvaryella argenteiventris ingår i släktet Tomosvaryella och familjen ögonflugor.
Artens utbredningsområde är Mongoliet. Inga underarter finns listade i Catalogue of Life.